# Lisaea
Lisaea es un género monotípico perteneciente a la familia Apiaceae. Su única especie: Lisaea papyracea, es originaria de Armenia donde se encuentra sólo en las cercanías de Ereván (Voghjaberd, Hatsavan, Garni).

## Hábitat
Crece en lugares secos y arcillosos en las laderas de los cerros.

## Taxonomía
Lisaea papyracea fue descrita por  Pierre Edmond Boissier y publicado en Ann. Sci. Nat., Bot. sér. 3, 2: 55. 1844
Sinonimia
- Lisaea armena Schischk.[3]